# Fouga CM.71
Dimensions
Le Fouga CM.71 (également parfois désigné Castel-Mauboussin CM.71) était un planeur de performances, réalisé par Fouga (département aviation) à partir de 1951. Ce fut le dernier planeur réalisé par Robert Castello et Pierre Mauboussin.

## Conception
Le CM.71 est une extrapolation du Fouga CM.7  munie d'une aile à simple dièdre. Deux prototypes sont commandés par l'état en fin 1951 ; un avec un empennage papillon et l'autre avec un empennage classique. 

## Vols
La version avec empennage papillon fait son premier vol le 21 février 1952. Après un mois d'essais constructeur satisfaisants, le CEV envoie le pilote d'essai Claude Legrand à Aires-sur-l'Adour pour procéder à l'évaluation du planeur. Après une quinzaine de vols d'évaluation il procède le 4 avril à  des étalonnages anémométriques accompagné d'un mécanicien de chez Fouga M. Lavigne. Un premier passage est mesuré à 171 km/h. Lors de l'essai  suivant un flutter provoque la rupture du fuselage. Le planeur désemparé s'écrase à la verticale tuant les deux membres d'équipage.
Le deuxième prototype avec empennage traditionnel aura un poids supérieur de 70 kg à ce qui était prévu. Le poids ramenait les performances au niveau des biplaces sortis 20 ans avant. De surcroit, la sécurité semblant insuffisante avec une vitesse maximum trop faible et l'évacuation en vol de la place arrière trop difficile le modèle est abandonné et Fouga cesse la fabrication de planeurs pour se recentrer sur ses avions à réaction.